# Lade

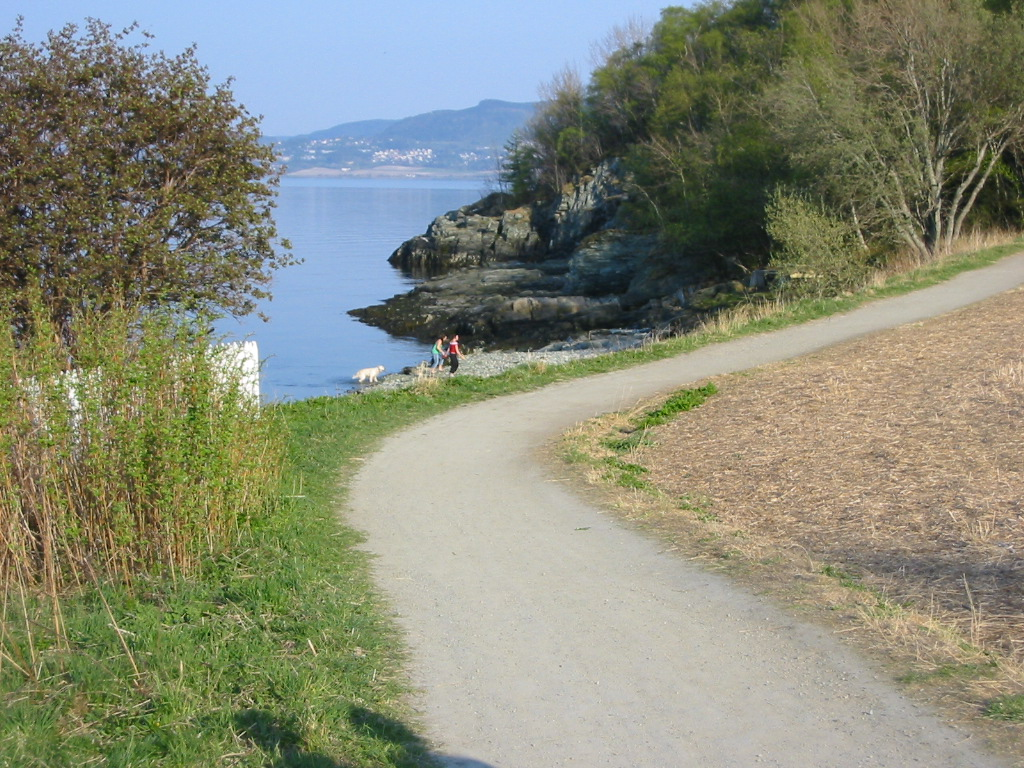
Ladestien (sentier de Lade), péninsule de Lade, Trondheim, Norvège, 7 mai 2006.

Lade (Hlaðir en vieux norrois) est un quartier de la ville actuelle de Trondheim, situé sur une péninsule au nord-est du centre de la ville.
Située sur les rives du Trondheimsfjord, la zone était le centre du pouvoir des jarls de Lade qui dominèrent le Trøndelag et le Hålogaland entre le VIIIe siècle et le XIe siècle.